# توخ
توخ (به لاتین: Tokh) یک منطقهٔ مسکونی در روسیه است که در داغستان واقع شده‌است.